# Acokanthera schimperi
Acokanthera schimperi, manje zimzeleno drvo iz porodice Apocynaceae ili zimzelenovki, rašireno po sredinjoj i istočnoj Africi. Naraste do sedam metara visine.
Kora, drvo i korijen je otrovno i koristilo se za izradu otrova za strelice. Plodovi su jestivi.

## Sinonimi
- Acokanthera abyssinica K. Schumann
- Acokanthera deflersii Schweinf. ex Lewin
- Acokanthera deflersii Schweinf. ex Markgr.
- Acokanthera friesiorum Markgr.
- Acokanthera ouabaio Cathelineau ex Lewin
- Acokanthera scabra Schweinf. ex Markgr.
- Acokanthera schimperi var. ouabaio (Cathelineau ex Lewin) Cufod.
- Arduina schimperi (A.DC.) Baill.
- Carissa deflersii (Schweinf. ex Lewin) Pichon
- Carissa friesiorum (Markgr.) Cufod.
- Carissa inepta Perrot & Vogt
- Carissa schimperi A. DC.